# Jehad Al-Hussain
Jehad Al-Hussain   (Homs, 30 de juliol de 1982) és un exfutbolista sirià de la dècada de 2000.
Fou internacional amb la selecció de futbol de Síria.
Pel que fa a clubs, destacà a Al-Karamah SC Homs, Kuwait SC, Al-Qadisiya SC o Al-Taawon FC.